# 엔테로박터
엔테로박터(Enterobacter)는 장내세균과에 속한 한 속이다. 엔테로박터에 속한 세균들은 그람 음성이며 조건혐기성이고, 모양은 막대 모양을 한 간균이며 아포를 형성하지 않는다.  엔테로박터에 속한 여러 균주들이 병원성을 띄며, 면역손상 상태(입원 등)거나 기계환기 중인 숙주에서 기회감염을 일으킬 수 있다. 주로 배설계와 호흡계가 감염 부위가 된다. 한편 엔테로박터는 대장균군에 속하나, 대장균 등과는 달리 분원성 대장균군에는 포함되지 않는다. 이는 엔테로박터 세균들이 담즙염이 존재할 때 44.5°C에서 생장할 수 없기 때문이다. 엔테로박터의 일부 종은 정족수 감지를 할 수 있다.
엔테로박터에서 임상적으로 중요한 종으로 엔테로박터 클로아카(E. cloacae)가 있다.

## 생화학적 특징
엔테로박터속은 35~37°C의 담즙염과 세정제가 있는 환경에서 락토오스를 발효시켜 가스를 만들 수 있다. 산화효소 음성, 인돌 음성이며 유레이스 시험의 결과는 편차가 있다.

## 치료
치료는 그 지역의 항생제 내성 수준에 따라 다르다. 4세대 세팔로스포린 계열 항생제인 세페핌, 카바페넴의 일종인 이미페넴 등을 종종 치료에 쓸 수 있다. 아미카신과 같은 아미노글리코사이드도 아주 효과적이라고 알려져 있으며 퀴놀론계 항생제는 치료 시 대안이 될 수 있다.